# Bermudy
Bermudy (ang. Bermuda) – brytyjskie terytorium zamorskie obejmujące archipelag o tej samej nazwie położony w północno-zachodniej części Oceanu Atlantyckiego, oddalony o około 1000 km od wybrzeża Ameryki Północnej. W skład archipelagu wchodzi około 180 nizinnych wysp koralowych. Ośrodkiem administracyjnym terytorium jest Hamilton. Powierzchnia terytorium wynosi 53,2 km², a liczba ludności to 64 237 osób (2010). Na Bermudach na niewielką skalę rozwinął się przemysł i rolnictwo. Głównym źródłem dochodów jest turystyka.

## Geografia
Nizinne wyspy, zbudowane z wapieni koralowych. Do atrakcji turystycznych należą rafy koralowe. Najwyższy punkt kraju – Town Hill (79 m n.p.m.).
Roślinność bujna. Rosną tu lasy iglaste, głównie jałowiec bermudzki (Juniperus bermudiana), zajmujące ok. 20% powierzchni kolonii, a także wiele gatunków kwiatów. Wzdłuż wybrzeża rosną namorzyny. Bogatą faunę reprezentuje wiele gatunków płazów, ptaków oraz liczne owady. Jedynymi gadami są jaszczurki. Brak rodzimych ssaków. Całkowity brak rzek. Wodę deszczową magazynuje się w zbiornikach.

### Klimat
Bermudy leżą w strefie wilgotnego klimatu subtropikalnego (ang. humid subtropical climate), na pograniczu klimatu tropikalnego z całorocznym okresem wiosenno-letnim.
Średnia roczna temperatura wynosi 24,5 °C w dzień i 19,5 °C w nocy. Średnia temperatura trzech najchłodniejszych miesięcy – stycznia, lutego i marca wynosi ponad 20 °C w dzień i około 16 °C w nocy. Średnia temperatura trzech najcieplejszych miesięcy – lipca, sierpnia i września wynosi około 29 °C w dzień i 24 °C w nocy. Opady wynoszą średnio 1400 mm rocznie.
| Miesiąc                                                               | Sty  | Lut  | Mar  | Kwi  | Maj  | Cze  | Lip  | Sie  | Wrz  | Paź  | Lis  | Gru  | Roczna |
| --------------------------------------------------------------------- | ---- | ---- | ---- | ---- | ---- | ---- | ---- | ---- | ---- | ---- | ---- | ---- | ------ |
| Średnie temperatury w dzień [°C]                                      | 20,4 | 19,9 | 20,3 | 21,6 | 24,1 | 27,0 | 29,2 | 29,8 | 28,8 | 26,3 | 23,6 | 21,4 | 24,8   |
| Średnie dobowe temperatury [°C]                                       | 18,2 | 17,7 | 18,0 | 19,3 | 22,0 | 24,9 | 26,7 | 27,2 | 26,2 | 23,9 | 21,2 | 19,0 | 22,0   |
| Średnie temperatury w nocy [°C]                                       | 16,1 | 15,5 | 15,7 | 16,9 | 19,9 | 22,8 | 24,1 | 24,5 | 23,5 | 21,4 | 18,7 | 16,5 | 19,6   |
| Opady [mm]                                                            | 129  | 115  | 110  | 88   | 83   | 130  | 115  | 131  | 129  | 161  | 105  | 114  | 1410   |
| Średnia liczba dni z opadami                                          | 17   | 15   | 15   | 12   | 10   | 12   | 13   | 14   | 15   | 16   | 13   | 17   | 171    |
| Średnie usłonecznienie [h]                                            | 155  | 145  | 155  | 240  | 248  | 270  | 279  | 279  | 240  | 186  | 180  | 124  | 2501   |
| Źródło: Bermuda Weather Service, weather2travel.com (nasłonecznienie) |      |      |      |      |      |      |      |      |      |      |      |      |        |

| Sty  | Lut  | Mar  | Kwi  | Maj  | Cze  | Lip  | Sie  | Wrz  | Paź  | Lis  | Gru  | Rok  |
| ---- | ---- | ---- | ---- | ---- | ---- | ---- | ---- | ---- | ---- | ---- | ---- | ---- |
| 20,3 | 19,6 | 19,1 | 20,1 | 21,5 | 24,3 | 27,1 | 27,8 | 27,7 | 26,3 | 24,1 | 22,1 | 23,3 |

## Historia
Wyspy odkrył hiszpański podróżnik Juan de Bermúdez. Zostały zasiedlone przypadkowo w 1609 roku przez przedsiębiorstwo handlowe Virginia Company of London, gdy jego okręt flagowy Sea Venture rozbił się na pobliskich rafach. Powstała tu kolonia brytyjska początkowo zarządzana przez założoną w 1615 roku Company of the City of London for the Plantacion of The Somers Isles. Miasto St. George’s, powstałe w 1612 roku, to jedna z najwcześniejszych osad założonych przez Anglików w Nowym Świecie. W 1684 roku została kolonią korony brytyjskiej (ang. crown colony, zob. historia Bermudów).

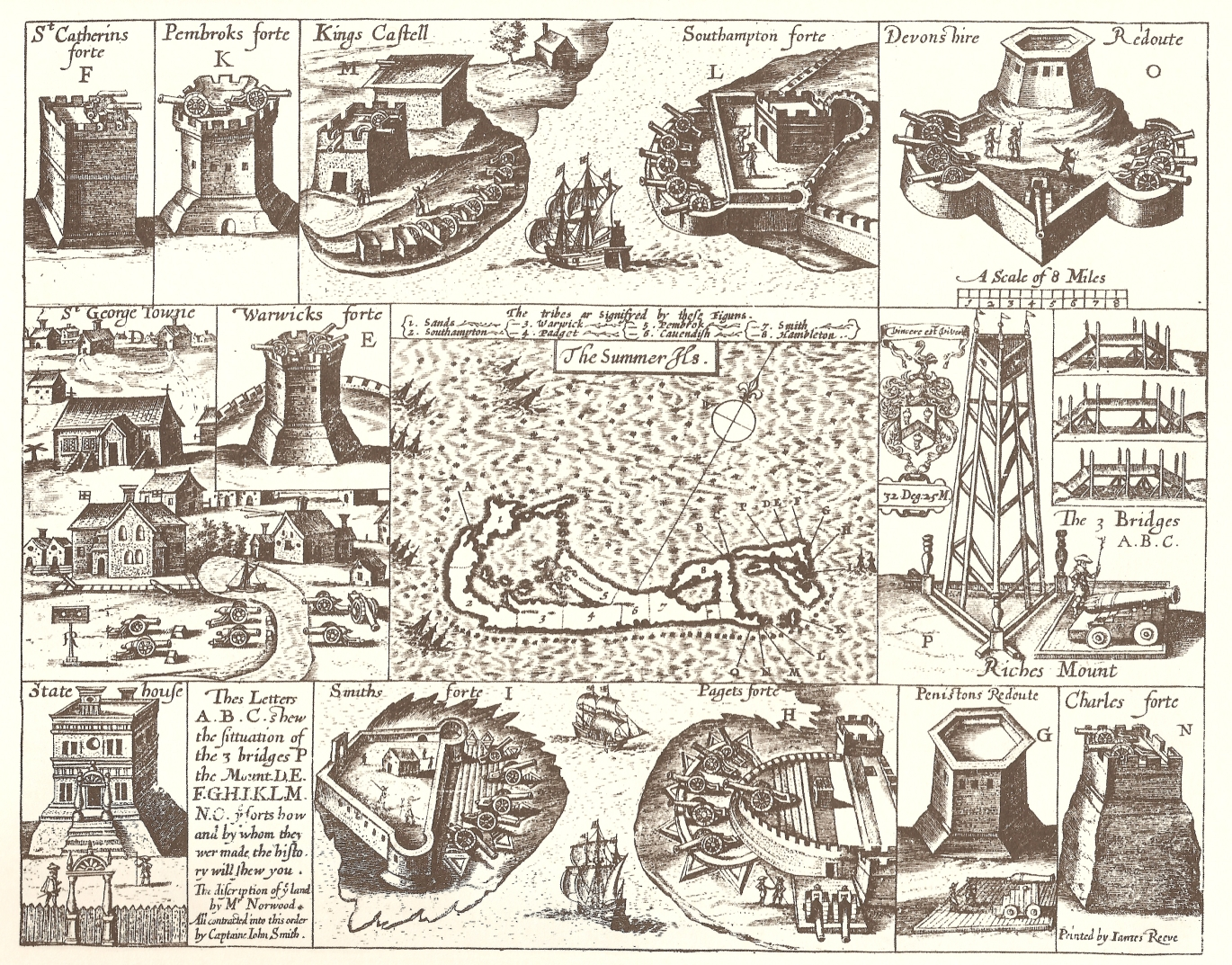
Forty Somers Isles (Bermudy) w XVII wieku (mapa Johna Smitha, 1624)

Podczas II wojny światowej Bermudy stanowiły amerykańską bazę strategiczną, morską i lotniczą. Autonomię przyznano w roku 1968. Rozszerzono w 1973 roku.

## Demografia
W 2000 roku na Bermudach mieszkało 62 059 osób, w 2010 roku – 64 237 osób co stanowi wzrost niecałe 4% w ciągu dekady. Wśród mieszkańców 30 858 to mężczyźni i 33 379 to kobiety.
42 802 osób, co stanowi 67% społeczeństwa, to osoby urodzone na Bermudach, 18 532 osób co stanowi 29% społeczeństwa to osoby urodzone poza Bermudami. Spośród osób urodzonych poza Bermudami 3942 osób (6% populacji) pochodzi z Wielkiej Brytanii, 3424 osób (5% populacji) z USA, 2651 osób (4% populacji) z Karaibów, 2235 osób (3% populacji) z Kanady.
Na podstawie danych CIA czarnoskórzy stanowią 53,8% mieszkańców, biali 31%, rasy mieszane (głównie Mulaci) 7,5% a pozostali 7,1%.
Na podstawie danych spisu ludności w 2010 roku czarnoskórzy stanowią 54% mieszkańców (34 532 osób), biali – 31% (19 926 osób), Azjaci – 4% (2289 osób), Mulaci – 4% (2273 osób).
Kilka procent ogółu populacji stanowią osoby pochodzenia portugalskiego, które przybyły na Bermudy już w XIX wieku z terenów Azorów i Madery oraz Mulaci z dawnej kolonii portugalskiej, Wysp Zielonego Przylądka.

### Religia
Główną religią na Bermudach jest chrześcijaństwo reprezentowane głównie przez różne odłamy protestantyzmu i katolicyzm.
Struktura religijna na Bermudach w 2010 roku według CIA The World Factbook:
- protestanci – 46,2%:
  - anglikanie – 15,8%,
  - metodyści – 11,3%,
  - adwentyści dnia siódmego – 6,7%,
  - zielonoświątkowcy i Kościół Boży – 5,1%,
  - prezbiterianie – 2,0%,
  - baptyści – 1,2%,
  - Armia Zbawienia – 1,1%,
  - anabaptyści – 1,0%,
- brak religii – 17,8%,
- katolicy – 14,5%,
- inni chrześcijanie – 9,1%,
- nieokreśleni – 6,2%,
- świadkowie Jehowy – 1,3%,
- muzułmanie – 1,0%,
- inne religie – 3,9%.

## Ustrój polityczny
Autonomiczne terytorium zależne Wielkiej Brytanii. Głową państwa jest król brytyjski, którego reprezentuje gubernator generalny.
Władzę ustawodawczą sprawuje gubernator oraz dwuizbowy parlament – Izba Zgromadzenia, w której zasiada 40 deputowanych i Senat – 11 senatorów. Rząd (Rada Wykonawcza) sprawuje władzę wykonawczą. Na jej czele stoi premier mianowany przez gubernatora i odpowiedzialny przed parlamentem.

## Gospodarka
W 2010 roku było 2586 osób bezrobotnych, bezrobocie sięgało 6%.
Główne gałęzie – procent osób pracujących:
- handel hurtowy i detaliczny, usługi naprawcze – 12%
- edukacja, zdrowie i opieka społeczna – 12%
- usługi biznesowe – 10%
- administracja publiczna – 10%
- międzynarodowa działalność gospodarcza – 10%
- budownictwo – 9%
- pośrednictwo finansowe – 7%
- transport i komunikacja – 7%
- inne usługi komunalne i osobiste – 7%

Gospodarstwa domowe – liczba pokoi, zestawienie procentowe:
- 4% – 1 pokój
- 8% – 2 pokoje
- 15% – 3 pokoje
- 20% – 4 pokoje
- 20% – 5 pokoi
- 29% – 6 lub więcej pokoi

Średnia emerytura w 2010 roku wynosiła 15 606 $.